# 해외방첩청
해외방첩청(海外防諜廳, 독일어: Amt Ausland/Abwehr 암트 아우슬란트 아프베어[ˈapveːɐ̯][*])은 1920년에서 1945년까지 존재한 독일의 군사정보기관이다.
1919년에 체결된 베르사유 조약에 의해 독일은 정보기관의 설치를 금지당했지만, 1920년 국가방위부 내부에 방첩 부서를 만들고 "방첩청(Abwehr; 사전적 의미는 "방어")이라고 명명했다. 이는 부서 조직의 목적이 외국 간첩들을 방어하는 데 집중되어 있음을 강조하려는 목적이었고, 이후 그 방면으로 상당한 확대가 이루어졌다. 방첩청은 방첩 임무 뿐 아니라 내외국 정보 수집에도 종사했으며, 이런 정보 수집은 대부분 휴민트를 통해 이루어졌다.
1929년 쿠르트 폰 슐라이허 대장이 각 부대의 정보과를 통합하여 자신이 통제 중인 국가방위성 산하에 두게 되었는데, 이것이 2차대전 때의 독일 방첩청의 실질적인 시작이라고 할 수 있다. 독일 전역의 방첩대는 육군 군관구별로 배치되었으며 친독일적인 중립국에도 방첩청 파견사무실이 만들어졌다. 이후 독일이 팽창을 하면서 새로이 합병한 영토들에도 방첩대가 배치되었다.
1938년 히틀러는 전쟁성을 국방군 최고사령부(OKW)로 대체하고 방첩청을 OKW에 딸린 총통 직속 참모부서로 만들었다. 이로써 방첩청은 일개 외청이 아니라 하나의 정보기관이 되었으며, 빌헬름 카나리스 제독이 그 총수로 임명되었다. 카나리스 제독이 활동할땐 아프베어가 별로 활동하지 못했다. 카나리스 제독이 배신헹위를 한 것으로 알려진다. 오보들이 잦았고 일부러 거짓정보를 흘렸다 방첩도 하지 못했다 카나리스 제독은 1차대전 장교로 인정받아 히틀러에 의해 임명되었다 일부 장교는 카나리스 제독이 배신헹위를 하는 것을 알았다. 방첩청 본청은 베를린 76/78 Tirpitzufer에 있었으며, OKW 공관과도 인접해 있었다.

## 직제
1938년 재조직 이후 기준:
- 중앙국(독일어: Zentralabteilung), 줄여서 Z국(독일어: Abteilung Z): 본청으로서 나머지 두 국에 대한 통제, 인사 및 재무 등 행정 담당. 국장 한스 오스터 소장. 산하 4과:
  - ZO: 일반사무
  - ZR: 법무
  - ZF: 재무
  - ZB: 외무 및 군사연락
- 해외국(독일어: Abteilung Ausland): 국장 레오폴트 뷔르크너 부제독. 산하 8단:
  - 해외1단(Gruppe Ⅰ): 대외 및 국방정책
  - 해외2단(Gruppe Ⅱ): 외국 군대와의 관계
  - 해외3단(Gruppe Ⅲ): 외국 군대 동향수집
  - 해외4단(Gruppe Ⅳ): 해군특무
  - 해외5단(Gruppe Ⅴ): 외신
  - 해외6단(Gruppe Ⅵ): 전시국제법 문제
  - 해외7단(Gruppe Ⅶ): 식민지 문제
  - 해외8단(Gruppe Ⅷ): 정보
- 제1국(독일어: Abteilung I), 소위 비밀경계업무국(독일어: Geheime Meldedienst): 정보수집, 첩보망 조직 및 유지. 국장 한스 피켄브로크 중령(1938년-1943년), 게오르크 알렉산더 한젠 대령(1943년-1944년). 산하 4단 3과
  - 제1국 육군단(Gruppe I/Heer)
  - 제1국 해군단(Gruppe I/Marine)
  - 제1국 공군단(Gruppe I/Luft)
  - 제1국 기술방어단(Gruppe I/G/Technische Abwehrmittel)
  - 제1국 경제과(I/Wirtschaft)
  - 제1국 언론과(I/Presse)
  - 제1국 무선망과(I/i (Funknetz))
- 제2국(독일어: Abteilung Ⅱ): 첩보공세 담당. 국장 헬무트 그로스쿠르트 대위(1938년), 에르빈 폰 라호우젠비프레몬트 소장(1938년-1939년), 베셀 프라이탁 폰 로링호펜 대령(1943년-1944년). 산하 3단:
  - 국장단(Chefgruppe): 인사, 훈련
  - 제2국 1단(Gruppe 1): 정찰 및 각지 적성단체, 소수민족 특수작전
  - 제2국 2단(Gruppe 2): 방해공작
- 제3국(독일어: Abteilung Ⅲ): 방첩 담당. 국장 루돌프 바믈러 중령(1938년-1939년), 프란츠 에카르트 폰 벤티페크니 중장(1939년-1944년)
  - 제3국 A단(Gruppe III A): 국장단. 일반업무.
  - 제3국 육군지도단(Führungsgruppe Ⅲ H): 육군방첩, 포로 조회
  - 제3국 해군단(Gruppe Ⅲ M): 해군방첩
  - 제3국 공군단(Gruppe Ⅲ L): 공군방첩
  - 제3국 경제단(Gruppe Ⅲ Wi): 경제방첩
  - 제3국 C단(Gruppe Ⅲ C): 국내방첩
  - 제3국 F단(Gruppe Ⅲ F): 해외방첩. 단장 헤르만 기스케스 소령.
  - 제3국 D단(Gruppe Ⅲ D): 분열책동, 기만공작
  - 제3국 S단(Gruppe Ⅲ S): 방해공작 대응
  - 제3국 G단(Gruppe Ⅲ G): 전문가 감정
  - 제3국 N단(Gruppe Ⅲ N): 해외문서 및 전보 사찰
  - 제3국 K단(Gruppe Ⅲ K): 무전방첩
  - 제3국 포로단(Gruppe Ⅲ Kgf): 포로방첩
  - 제3국 U단(Gruppe Ⅲ U): 내부감찰

## 역대 청장
- 프리드리히 겜프 대령 (1921년–1927년)
- 귄터 슈반테즈 소령 (1927년–1929년)
- 페르디난트 폰 브레도프 중령(1929년–1932년)
- 콘라트 파트치히 해군소장 (1932년–1935년)
- 빌헬름 카나리스 제독(1935년–1944년)
- 발터 셸렌베르크 여단지도자(1944년–1945년)

## 같이 보기
- 7·20 음모
- 디트리히 본회퍼
- 비더슈탄트
- 헤르만 기스케스
- 오스카르 쉰들러
- 한스 오스터